# Zamioideae
Zamioideae es una subfamilia de plantas perteneciente a la familia Zamiaceae.

## Tribus y géneros
- Tribu:Ceratozamieae
  - Géneros: Ceratozamia
- Tribus:Zamieae
  - Subtribu:Microcycadinae
    - Géneros:Microcycas

  - Subtribu:Zamiinae
    - Géneros:Chigua - Zamia[1]